# Distrito Escolar de la Ciudad de Camden

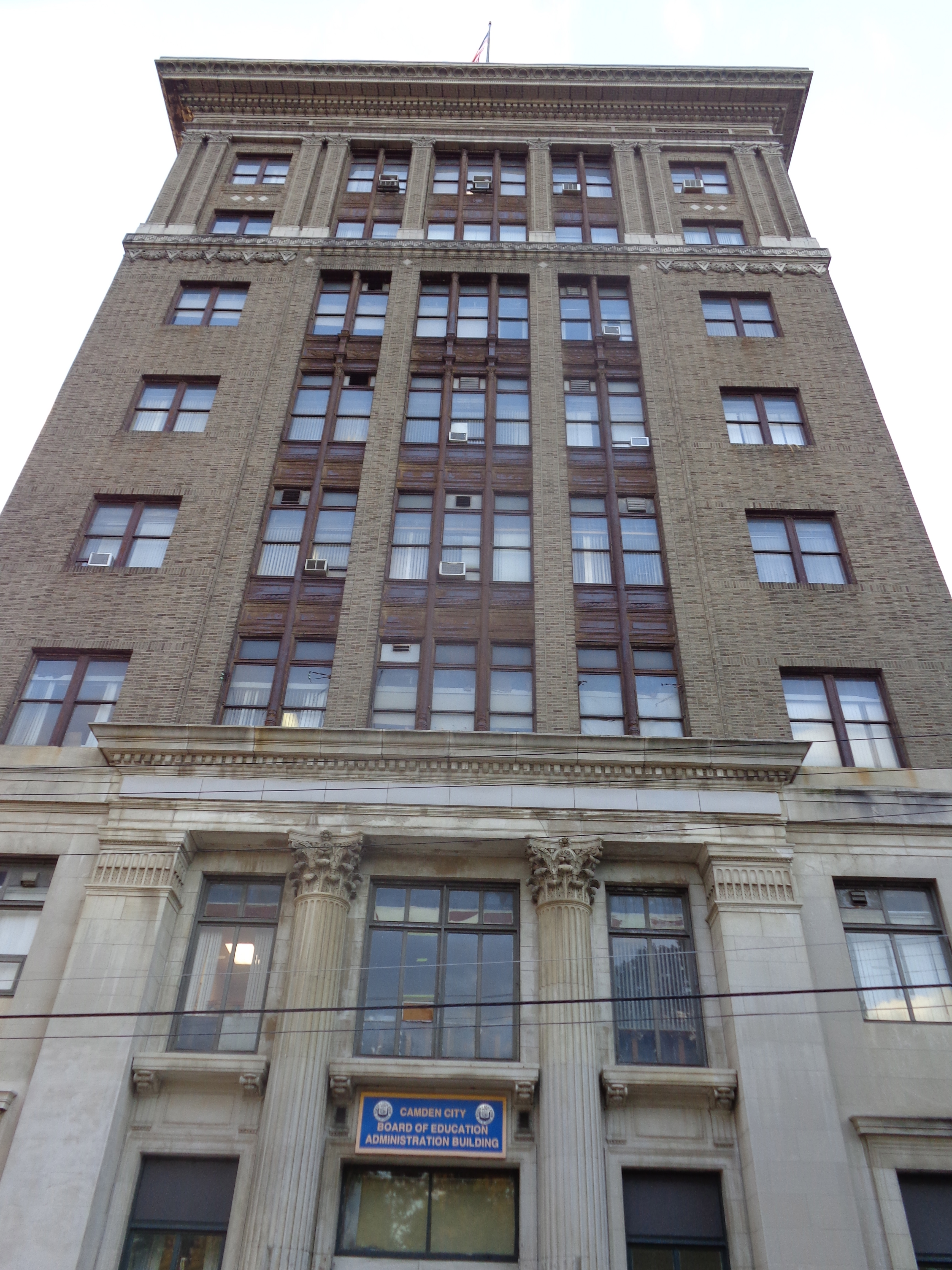
Sede del distrito

El Distrito Escolar de la Ciudad de Camden (Camden City School District) es un distrito escolar de Nueva Jersey. Tiene su sede en Camden, en el área metropolitana de Filadelfia. Desde 2015 el actual superintendente es Sr. Rouhanifard.
A partir de 2013 el distrito es el 6.o más grande distrito escolar de Nueva Jersey.
En 2013 el gobierno estatal de Nueva Jersey tomó control del distrito escolar.